# Epichirostenotes
Epichirostenotes là một chi khủng long, được R. Sullivan Jasinski & van Tomme mô tả khoa học năm 2011.